# Gorges de l'Échaillon
Les gorges de l'Échaillon sont des gorges de France situées à la limite des départements de la Savoie et de l'Isère, au sud-ouest de Chambéry et au nord de Grenoble, en aval des gorges du Guiers Vif et en amont de Saint-Christophe-sur-Guiers. Parcourues par le Guiers Vif, elles marquent sa sortie du massif de la Chartreuse et son entrée dans l'Avant-Pays savoyard et le Nord-Isère avant sa confluence avec le Guiers.

## Description
Ces gorges forment une profonde entaille dans le massif de la Chartreuse et présentent de nombreuses cascades. Un sentier très court démarrant au pont de Saint-Chistophe permet de découvrir une partie du site,. La présence d'un barrage hydro-électrique nécessite de s'informer sur les heures interdites sur ses berges.

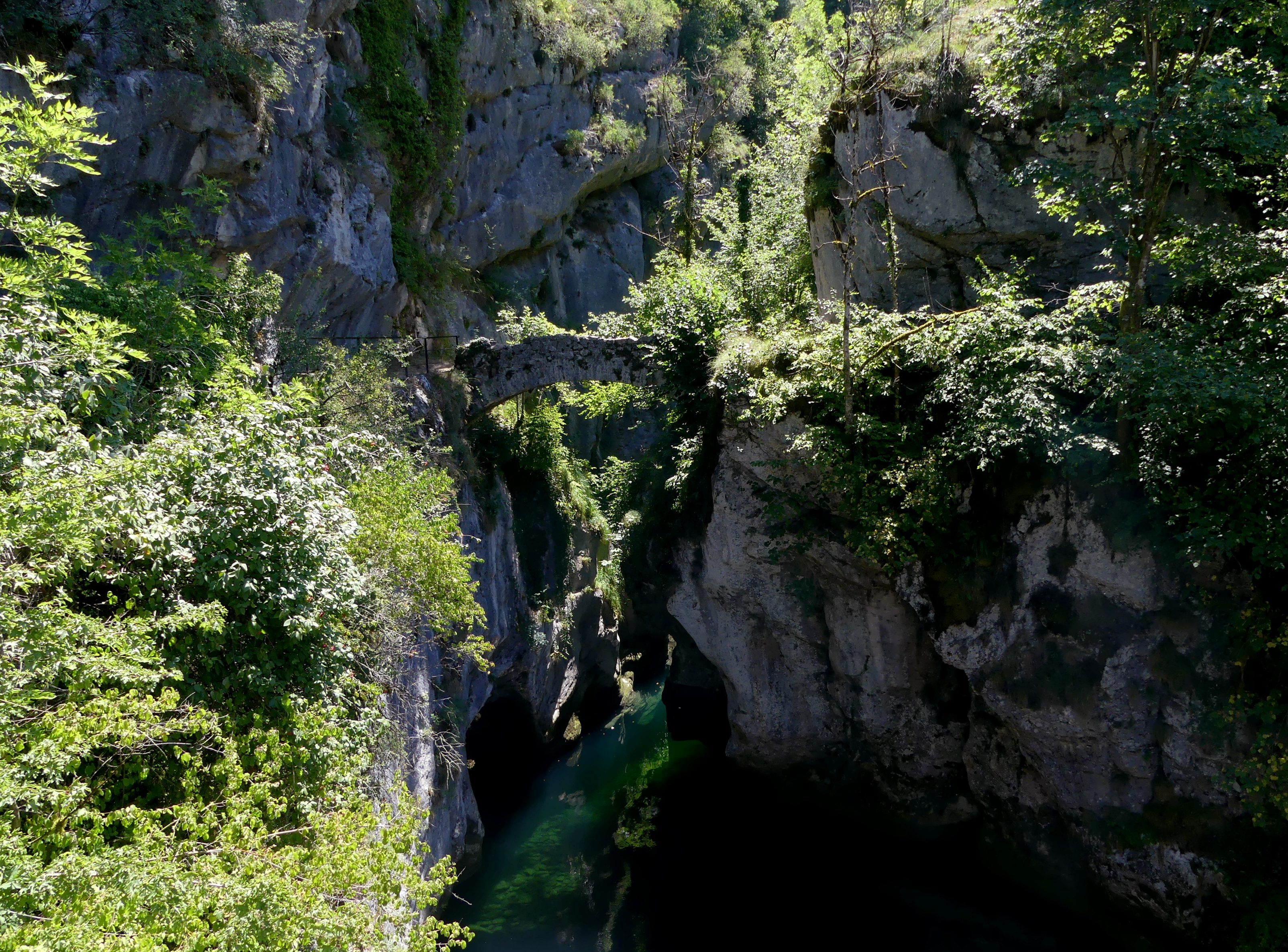
Pont Saint-Martin sur le Guiers Vif.
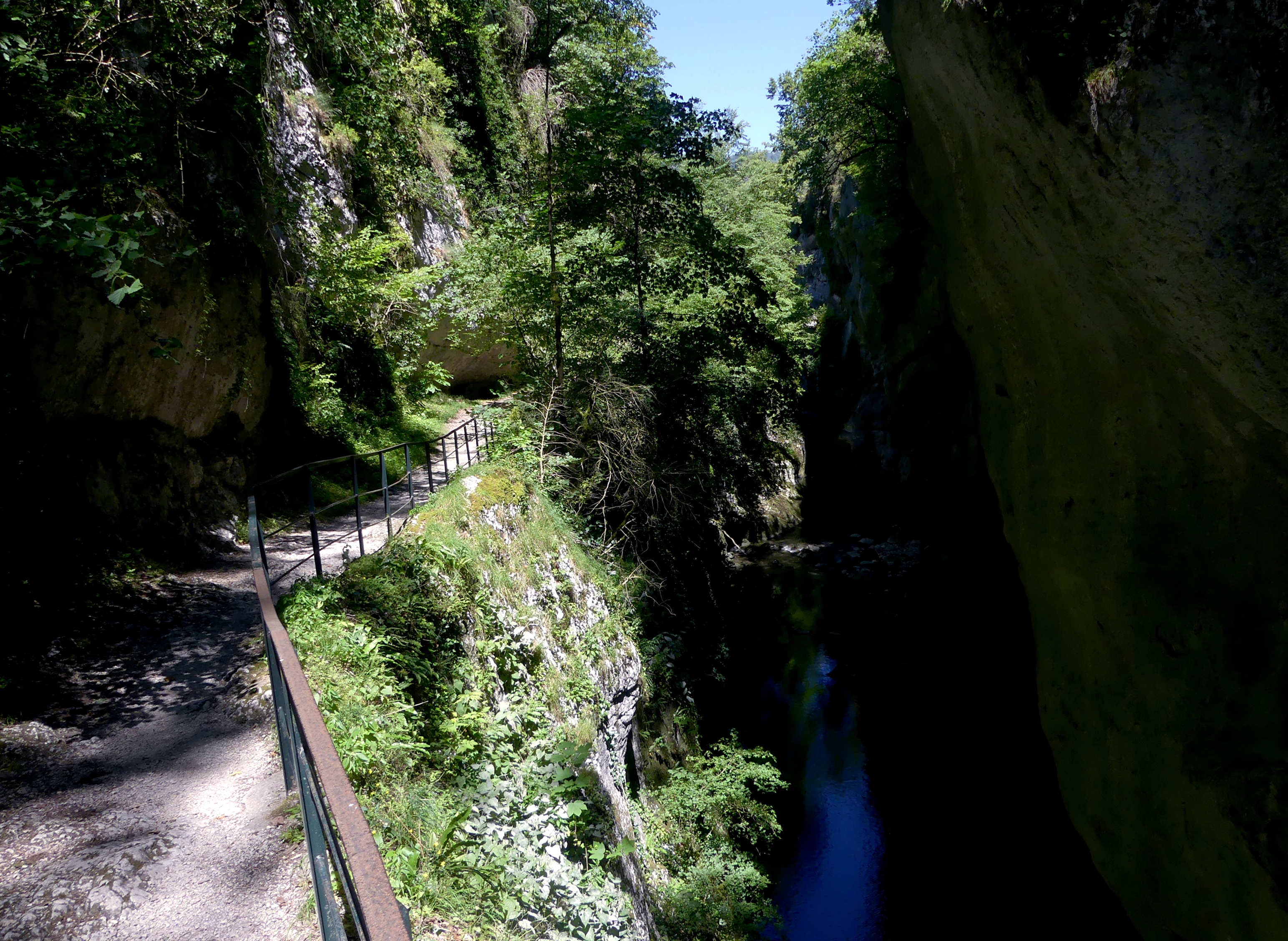
Le sentier des gorges.
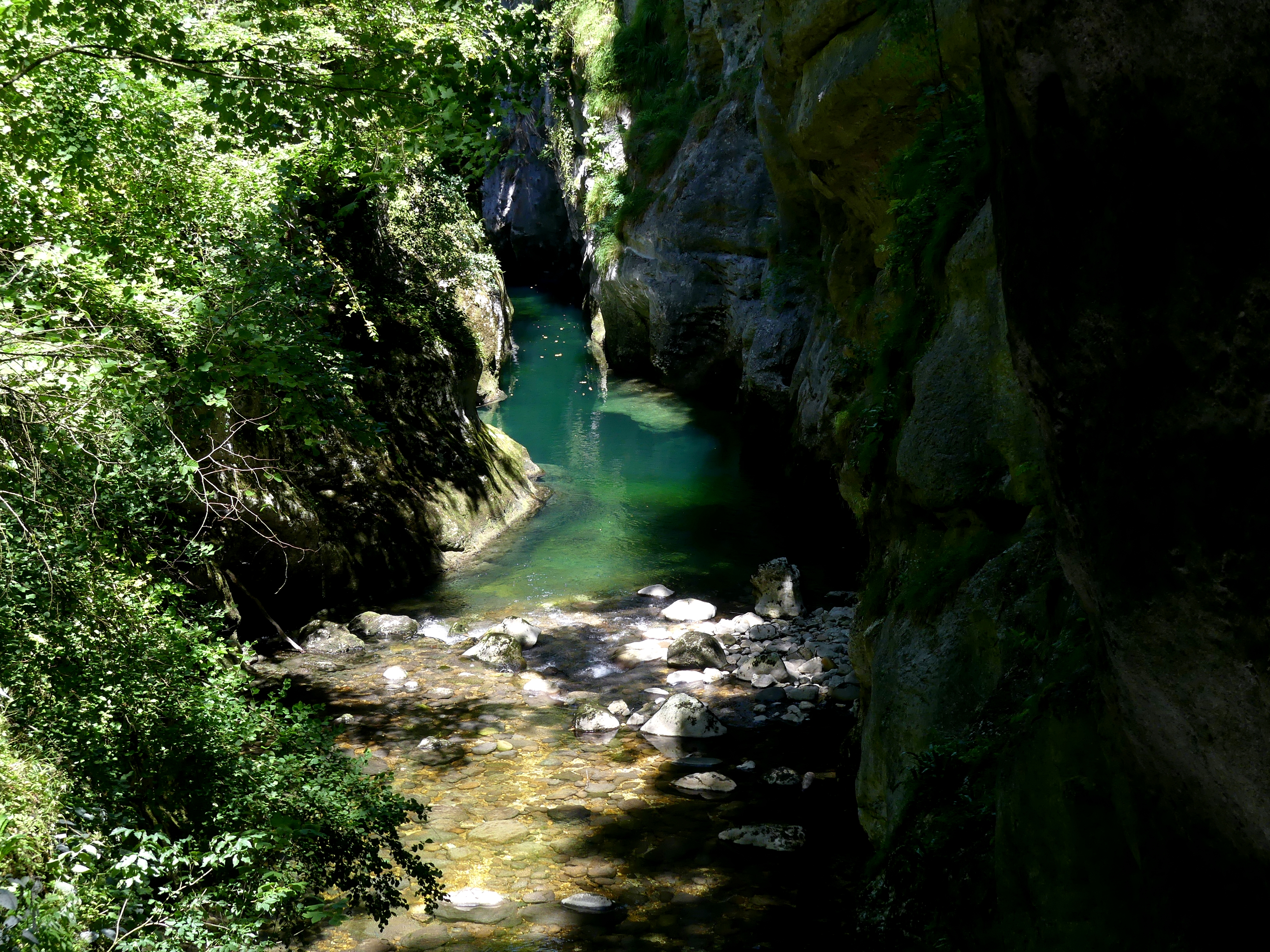
Le Guiers Vif en amont du Pont Saint Martin.